# 阿南西之子 (電視劇)
《阿南西之子》（英語：Anansi Boys），是一部即將上映的英國奇幻電視劇集，改編自尼爾·蓋曼的同名小說，故事環繞蜘蛛之神阿南西的兩名兒子。該劇將會於Amazon Prime Video首播。

## 演員
- 馬拉基·寇比（英语：Malachi Kirby）
- 德尔罗伊·林多
- 亞瑪拉-傑·聖奧賓（英语：Amarah-Jae St. Aubyn）
- 葛瑞絲·賽伊夫（英语：Grace Saif）
- CCH龐德（英语：CCH Pounder）
- 費歐娜·蕭
- 傑森·沃特金斯（英语：Jason Watkins）
- L·斯科特·考德威爾（英语：L. Scott Caldwell）
- 喬伊·理查德森（Joy Richardson）
- 拉切爾·卡爾（英语：Lachele Carl）
- 琥碧·戈柏
- 海金·凱－卡辛（英语：Hakeem Kae-Kazim）
- 伊曼紐爾·伊戈達羅（Emmanuel Ighodaro）
- 塞西莉亞·諾布爾（英语：Cecilia Noble）
- 阿雅娜·威特-約翰遜（英语：Ayanna Witter-Johnson）
- 唐·吉蕾（英语：Don Gilet）
- 伊芙妮·梅（英语：Yvonne Mai (actress)）

## 製作

### 開發
2014年，英國廣播公司據報將會製作一部改編自尼爾·蓋曼的奇幻小說《阿南西之子》的電視劇集，預定由紅色工作室開發，蓋曼親自出任執行製作人。
2020年5月，Amazon Prime Video據報正在籌拍《阿南西之子》的改編電視劇。該劇將會是獨立作品，而非《美國眾神》的衍生劇集。2021年7月，亞馬遜工作室確認將會開發該劇，由蓋曼和道格拉斯·麥甘農擔任執行製作人和節目統籌，而蓋曼亦會與連尼·亨利一同以有聲書為基礎撰寫劇本。艾文德·伊森·大衛、卡拉·史密斯（Kara Smith）和拉謝爾·奧福里（Racheal Ofori）亦將會出任編劇。

### 選角
2021年7月，該劇在宣佈開拍的同時確認德尔罗伊·林多參演。同年9月，馬拉基·寇比宣佈將會擔任主演，同時分飾查理·南希和蜘蛛兩角。同年12月，亞瑪拉-傑·聖奧賓和葛瑞絲·賽伊夫宣佈參演 。2022年3月，費歐娜·蕭、CCH龐德、傑森·沃特金斯、L·斯科特·考德威爾、喬伊·理查德森（Joy Richardson）和拉切爾·卡爾加入演員陣容。同年4月，琥碧·戈柏、海金·凱－卡辛、伊曼紐爾·伊戈達羅（Emmanuel Ighodaro）、塞西莉亞·諾布爾、阿雅娜·威特-約翰遜和唐·吉蕾宣佈參演。

### 拍攝
主體拍攝於2021年11月18日在利斯的第一舞台攝影廠（First Stage Studios）開始，並獲得蘇格蘭電視保存典藏研究所的支援。2022年6月，蓋曼在Twitter上確認該劇已經殺青。

## 外部連結
- 互联网电影数据库（IMDb）上《阿南西之子》的资料（英文）